# Nabha
Nabha è una città dell'India di 61.953 abitanti, situata nel distretto di Patiala, nello stato federato del Punjab. In base al numero di abitanti la città rientra nella classe II (da 50.000 a 99.999 persone).

## Geografia fisica
La città è situata a 30° 23' 58 N e 76° 10' 10 E.

## Società

### Evoluzione demografica
Al censimento del 2001 la popolazione di Nabha assommava a 61.953 persone, delle quali 32.994 maschi e 28.959 femmine. I bambini di età inferiore o uguale ai sei anni assommavano a 6.390, dei quali 3.491 maschi e 2.899 femmine. Infine, coloro che erano in grado di saper almeno leggere e scrivere erano 45.972, dei quali 26.034 maschi e 19.938 femmine.